# Майков, Аполлон Аполлонович
Аполло́н Аполло́нович Ма́йков (1866 — около 1917) — русский художник, один из учредителей Союза Русского Народа.

## Биография
Сын известного поэта XIX века Аполлона Николаевича Майкова. Внук художника, Николая Аполлоновича и писательницы, поэтессы Евгении Петровны Майковой.

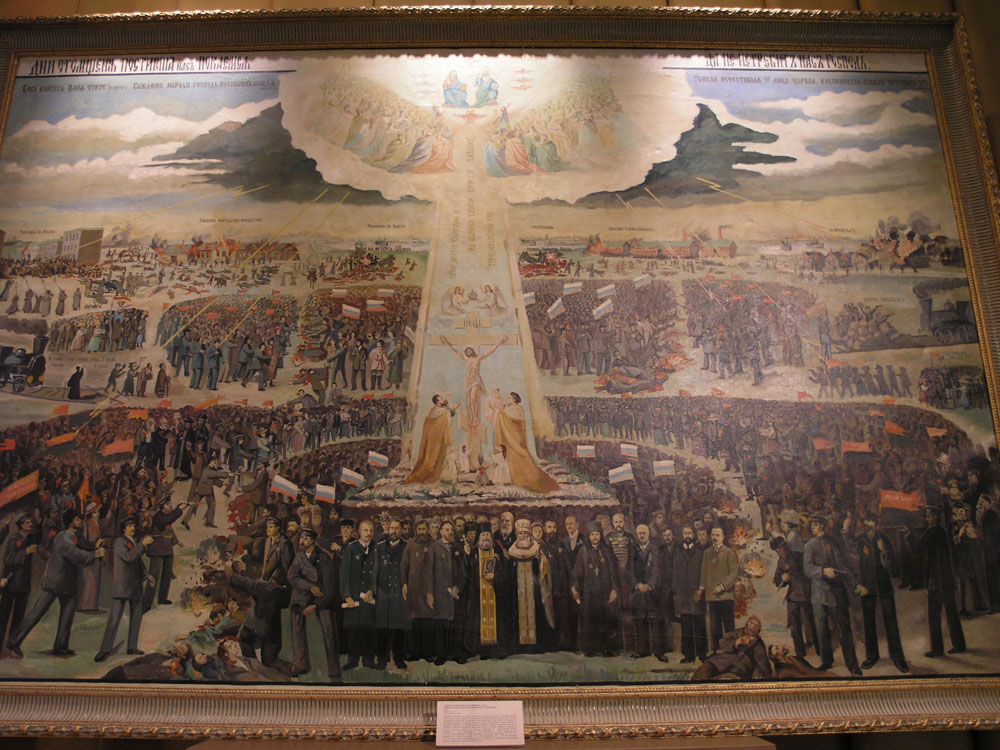
Картина «Дни отмщения постигоша нас... покаемся да не истребит нас Господь», 1905—1907 год, предположительно авторство Майков, Аполлон Аполлонович (его изображение присутствует на картине). Государственный музей истории религии. На картине, по-видимому, рукой автора надписано: «Ныне по примеру ангелов защищают Царскую власть от бесов главные учредители Союза Русского Народа: 1 — игумен Арсений; 2 — протоиерей Иоанн; 3 — А. Дубровин; 4 — И. Баранов; 5 — В. Пуришкевич; 6 — Н. Ознобишин; 7 — В. Грингмут; 8 — князь Щербатов; 9 — П. Булацель; 10 — Р. Трегубов; 11 — Н. Жеденов; 12 — Н. Большаков; 13 — о. Илиодор. В священных книгах сказано, что когда люди уклонялись в идолопоклонство, Бог истреблял их».

В 1905 году художник стал одним из создателей Союза Русского Народа, наряду с игуменом Арсением (Алексеевым), А. И. Дубровиным, И. И. Барановым, А. И. Тришатным и С. И. Тришатным. После создания Майков был избран в Главный Совет СРН и являлся товарищем председателя Союза. На этой должности он пробыл недолго и вскоре был замещён В. М. Пуришкевичем.
Аполлон Майков разработал проект нагрудного знака Союза Русского Народа, который и был утверждён в качестве официального, и 23 декабря 1905 года подарен Николаю II и цесаревичу Алексею.
С момента основания союза до его раскола Аполлон Аполлонович принимал активное участие в деятельности монархических организаций, съездов и совещаний. Он проявил себя и как талантливый публицист в программной работе «Революционеры и черносотенцы» (1907) и ряде других публикаций.
После раскола СРН в 1909 году Майков отказался примкнуть к какой бы то ни было организации и отошёл от активной монархической деятельности.
Точная дата и обстоятельства смерти Майкова не выяснены.

## Сочинения
- Революционеры и черносотенцы / А.А. Майков. - Санкт-Петербург : Отечеств. тип., 1907. - 44 с.;
- Святитель Петр Чудотворец Московский / Сост. А.А. Майков. - Петроград : Гл. Совет Союза рус. народа, 1911. - 32 с., 1 л. фронт. (ил.);